# Mõnuvere jõgi
Mõnuvere jõgi eller Are jõgi  är ett vattendrag i landskapet Pärnumaa i sydvästra Estland. Den är ett biflöde till Sauga jõgi som ingår i Pärnus avrinningsområde. Ån är 29 km lång.